# 12 스톤스
12 스톤스(12 Stones)는 미국 루이지애나주 맨더빌(Mandeville) 출신 록 밴드이다.

## 구성원
- 폴 매코이(Paul McCoy) - 리드 보컬
- 에릭 위버(Eric Weaver) - 기타
- 저스틴 라이머(Justin Rimer) - 기타
- 숀 웨이드(Shawn Wade) - 베이스
- 애런 게이너(Aron Gainer) - 드럼, 배킹 보컬

### 이전 멤버
- 케빈 도르(Kevin Dorr) - 베이스(2000년 ~ 2004년)
- 팻 쿼브(Pat Quave) - 드럼
- 스티븐 포프(Stephen Poff) - 기타
- 클린트 아마레노(Clint Amareno) - 투어 베이시스트
- 애런 힐(Aaron Hill) - 투어 베이시스트
- 그렉 트래멜(Greg Trammell) - 기타
- 캐시 멜빌(Cash Melville) - 기타
- DJ 스탠지(DJ Stange) - 베이스

## 음반 목록

### 정규 음반
- "12 Stones"(2002년)
- "Potter's Field"(2004년)
- "Anthem for the Underdog"(2007년)
- "The Only Easy Day Was Yesterday"(2010년)